# Cochlidiosperma trichadena
Cochlidiosperma trichadena là một loài thực vật có hoa trong họ Mã đề. Loài này được (Jord. & Fourr.) Govaerts mô tả khoa học đầu tiên năm 1999.